# 11605 Ranfagni
11605 Ranfagni è un asteroide della fascia principale. Scoperto nel 1995, presenta un'orbita caratterizzata da un semiasse maggiore pari a 2,5640115 UA e da un'eccentricità di 0,1638256, inclinata di 13,42736° rispetto all'eclittica.